# 블랙 고스트 나이프피쉬
블랙 고스트 나이프피쉬(Apteronotus albifrons)라고도 불리는 검은 유령 칼고기 ( Apteronotus albifrons )는 유령 칼 고기과 ( Apteronotidae )에 속하는 열대어 물고기이다. 이들은 남아메리카의 민물 서식지에서 서식하며, 베네수엘라에서 파라과이-파라나 강 유역까지, 아마존 분지를 포함한 지역에 분포한다. 수족관에서 인기가 많은 어종이다. 이 물고기는 꼬리에 있는 두 개의 흰색 고리와, 코에 있는 흰색 무늬를 제외하면 전체적으로 검은색이다. 이 흰색 무늬는 때때로 등을 따라 줄무늬처럼 이어지기도 한다. 주로 몸 아래에 있는 긴 지느러미를 물결치듯 움직이며 헤엄친다. 성체는 약 45–50센티미터(18–20인치)까지 자란다.
검은 유령 칼고기(Black Ghost Knifefish)는 야행성 동물로, 주로 밤에 활동하며 어두운 환경에서 유영한다. 이 물고기는 약한 전기를 발생시키는 전기 기관과 몸 전체에 분포한 전기 수용기들을 이용해 주변 환경을 탐지하고 먹이를 찾아낸다. 전기 감지 능력을 활용하여 먹이를 추적하는 이 과정은 '전자위치 측정(Electrolocation)'이라고 불리며, 이는 먹이가 잘 보이지 않거나 어두운 물속에서도 효과적으로 사냥할 수 있게 도와준다. 검은 유령 칼고기의 주요 먹이로는 작은 곤충의 유충, 미세한 수생 생물들, 그리고 때로는 작은 물고기들이 포함된다. 이 물고기는 천천히 움직이며 바닥 가까이에서 먹이를 찾는 특성이 있다.

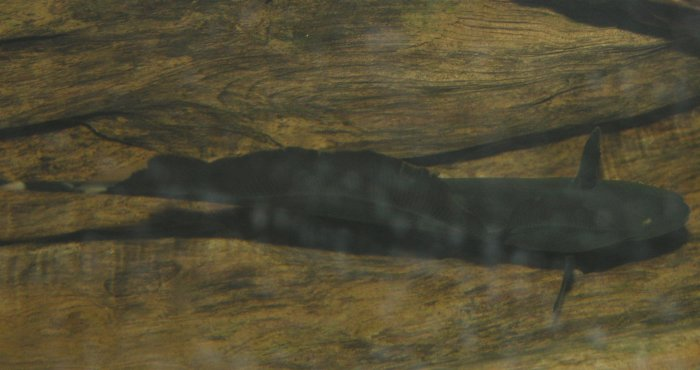
물고기의 배가 카메라 쪽을 향하고 있는 상태에서 찍힌 검은 유령 칼고기

## 서식지
검은 유령 칼고기(Black Ghost Knifefish)는 본래 남아메리카의 열대 지역, 특히 아마존 강 유역을 포함한 모래바닥의 느리게 흐르는 개울이나 강에서 서식하는 민물어이다. 이 물고기는 주로 어두운 환경에서 활동하며, 바닥 가까이에서 유영하면서 먹이를 찾는다. 현지의 원주민들은 오래전부터 이 독특한 물고기에 대해 신비로운 믿음을 가지고 있었는데, 죽은 사람의 영혼이 이 물고기 안에 깃들어 있다고 여겼다. 이와 같은 전통적인 신앙에서 유래해 ‘검은 유령(Black Ghost)’이라는 이름이 붙게 되었다. 실제로 이 물고기의 검고 유려한 몸체와 유령처럼 부드럽게 물속을 미끄러지듯 유영하는 모습은 그러한 전설을 더욱 그럴듯하게 느끼게 한다.

## 사육
검은 유령 칼고기(Black Ghost Knifefish)는 작을 때는 약 110–150리터(30–40 미국 갤런) 크기의 중형 수조에서 기를 수 있지만, 성장하면서 점점 더 많은 공간을 필요로 한다. 성체가 되면 약 300–340리터(80–90 미국 갤런) 정도의 훨씬 더 큰 수조가 필요하게 된다. 이러한 물고기는 자연에서 서식하는 환경과 유사한 공간을 제공받아야 건강하게 자랄 수 있기 때문에, 충분한 수조 크기와 수질 관리가 중요하다. 또한 이 물고기는 점프하는 경향이 있어, 수조 밖으로 탈출할 수 있는 위험이 있다. 그래서 안전하게 기르기 위해서는 반드시 뚜껑이 있는 수조를 준비해야 하며, 수조의 높이와 덮개가 충분히 견고해야 한다. 이 점을 염두에 두고 수조를 세팅하는 것이 블랙 고스트 칼고기를 건강하고 안전하게 키우는 데 중요한 요소이다.
검은 유령 칼고기(Black Ghost Knifefish)는 야생에서는 최대 50cm(20인치)까지 자랄 수 있지만, 가정에서 기를 경우에는 보통 30cm(12인치) 정도에서 성장이 멈추는 경향이 있다. 이는 수조의 크기와 환경에 따라 다르며, 물고기가 자라기에 충분한 공간이 부족하면 성장 속도가 느려질 수 있다. 그러나 더 넓고 적절한 환경이 제공되는 큰 수조에서는 블랙 고스트 칼고기가 최대 38cm(15인치)까지 자랄 수 있다. 이러한 크기 차이는 수조의 크기뿐만 아니라 수질, 수온, 먹이의 질 등 여러 요인에 의해 영향을 받는다. 또한, 이 물고기는 은신처를 좋아하는 특성을 가지고 있으므로, 안전하고 편안한 환경을 제공하기 위해 숨을 수 있는 은신처를 마련해 주는 것이 좋다. 은신처로는 플라스틱 튜브나 유목, 혹은 수조 바닥에 깔린 다양한 장식들이 적합하며, 이러한 은신처는 물고기가 스트레스를 덜 받도록 돕고, 자연적인 행동을 할 수 있도록 해준다.
이들은 시력이 약한 빛에 적응되어 있기 때문에 어두운 조명의 수조를 선호하는 특성이 있다. 검은 유령 칼고기는 약한 전기를 발생시키는 전기어로, 전기 기관을 이용해 주변 환경을 감지하고 먹이를 추적한다. 이러한 능력 덕분에 어두운 환경에서도 사냥을 할 수 있다. 이 물고기는 수조 내에서 자신보다 작은 물고기를 잡아먹을 수 있는 능력을 가지고 있으며, 이는 그들의 자연적인 사냥 습성에 의해 발생한다. 하지만, 검은 유령 칼고기는 같은 종(검은 유령 칼고기)과 잘 어울리지 못하는 경향이 있다. 이는 영역을 지키려는 성향과 자신의 전기 신호를 통한 의사소통이 다른 개체와 충돌할 가능성이 있기 때문이다. 따라서 단독으로 기르는 것이 더 적합하며, 다른 개체와 함께 기를 경우에는 넉넉한 공간을 제공하는 것이 중요하다.
비늘이 없는 다른 물고기들처럼, 검은 유령 칼고기는 백점병(Ichthyophthirius multifiliis)과 같은 기생충에 감염되기 쉬운 특성을 가지고 있다. 이는 피부나 몸 표면을 보호하는 비늘이 없기 때문에 기생충이 쉽게 침입할 수 있는 취약한 부분을 노출시키게 되기 때문이다. 특히 백점병은 물고기에게 심각한 영향을 미칠 수 있어, 이 질병에 걸리면 물고기의 건강이 급격히 악화될 수 있다. 검은 유령 칼고기는 사육 환경에서도 번식이 가능하지만, 실제로 번식 사례는 매우 드문다.
이 물고기의 전기 신호를 소리로 변환해 들을 수 있는 장치를 사용하는 것이 가능하며, 이를 통해 물고기의 '대화'를 들을 수 있다. 미네소타주 미니애폴리스에 있는 바켄 박물관(Bakken Museum)에는 이러한 장치와 블랙 고스트 나이프피쉬가 전시되어 있다.

## 전기
검은 유령 칼고기는 전동계(electromotor system)와 전감각계(electrosensory systems) 가지고 있기 때문에 약전기 어종(weakly electric fish)이다.  일부 물고기는 전기 신호를 감지만 할 수 있는 반면, 검은 유령 칼고기는 전기적 자극을 생성하고 감지할 수 있다. 전기발생은 물고기 꼬리에 있는 특수한 전기 기관(electric organ)에서 전기 신호를 만들어냄으로써 일어나며, 이 신호를 전기 기관 방전 (EOD)이라고 부른다. 이러한 EOD를 물고기가 감지할 수 있으려면, 전기 감지(Electroreception)가 필요하다. 이는 피부에 박혀 있는 전기수용기 기관(electroreceptor organs)이라는 감각 세포 군이 전기 변화(electrical change)를 감지할 때 발생한다. EOD는 전기 탐지 및 통신이라는 두 가지 주요 목적으로 사용된다.
생성되는 EOD(전기 기관 방전)의 종류에 따라 약전기 어류는 펄스형(pulse-type)과 파형(wave-type) 이 두 가지 유형으로 구분할 수 있다. 검은 유령 칼고기는 짧은 간격으로 계속해서 폭발성 폭발을 일으킬 수 있기 때문에 후자의 유형으로 간주된다. 파동형 EOD는 좁은 전력 스펙트럼을 갖고 있으며 기본 주파수를 설정하는 방전 속도가 있는 음색으로 들릴 수 있다. 물고기는 자체의 연속적인 사인파 EOD 열을 방출함으로써 전기장의 타이밍과 진폭의 교란을 감지하여 근처 물체의 존재를 판별할 수 있다. 이 능력을 활성 전기 위치 측정 이라고 한다. 자체 생성된 고주파 EOD를 감지하는 데 사용되는 특정 기관은 결절성 전기 수용체 기관이다. 반면에, 물고기 자체가 아닌 외부 소스에 의해 저주파 전기장이 생성되는 경우, 이러한 수동 전기적 위치 측정을 위해 앰풀러리 기관 이라 불리는 다른 종류의 전기 수용체 기관이 사용된다. 따라서 검은 유령 칼고기는 각각 자체의 해당 수용체 기관을 갖춘 활성 전기 시스템과 수동 전기 시스템을 사용한다.  물고기는 또한 물고기의 몸 움직임으로 인해 발생하는 수중 교란을 감지하는 기계 감각 측선 시스템을 사용할 수 있다. 야행성 사냥꾼인 물고기는 세 가지 시스템 모두를 사용하여 어두운 환경을 탐색하고 먹이를 감지할 수 있다.
각 종(species)은 고유한 EOD(전기 기관 방전)의 기준 주파수 범위(baseline frequency range)를 가지고 있으며, 이 범위는 같은 종 내에서도 성별과 나이에 따라 달라질 수 있다. 이 기준 주파수는 안정된 온도에서는 거의 일정하게 유지되지만, 같은 종의 다른 개체가 존재할 경우에는 보통 변하게 된다. 이러한 사회적 상호작용(social interaction)과 관련된 주파수 변화는 주파수 변조(frequency modulations, FMs)라고 불린다. 이러한 FM은 의사소통에서 중요한 역할을 한다. 검은 유령 칼고기는 방해 회피 반응(jamming avoidance responses)이라는 행동을 발달시켜 왔다. 이 반응은 같은 종의 개체 간에 EOD 주파수가 겹치는 것을 피하고, 감각 혼란(sensory confusion)을 막기 위한 행동적 반응이다. 또한, 전기 신호에서의 성적 이형성(sexual dimorphism)을 다룬 연구도 수행된 바 있다. 암컷 검은 유령 칼고기는 수컷보다 더 높은 주파수의 EOD를 생성하며, 이러한 FM은 성별 인식(gender recognition)에 사용될 수 있다. 한 연구에서는, 지위가 낮은 검은 유령 칼고기가 점진적인 주파수 상승(GFR, Gradual Frequency Rises)을 EOD에서 보이는 반면, 지위가 높은(dominant)는 그렇지 않다는 것이 밝혀졌다. 이것은 연구자들의 GFR은 복종 신호(submissive signal)를 나타낸다"는 가설을 뒷받침하는 결과이다.

## 참고문헌
1. ↑  Rose, Gary J. (December 2004). “Insights Into Neural Mechanisms and Evolution of Behaviour from Electric Fish”. 《Nature Reviews Neuroscience》 5 (12): 943–951. doi:10.1038/nrn1558. PMID 15550949.
2. ↑  Dunlap, K. D.; Thomas, P.; Zakon, H. H. (February 1998). “Diversity of sexual dimorphism in electrocommunication signals and its androgen regulation in a genus of electric fish, Apternotus”. 《J Comp Physiol A》 183 (1): 77–89. doi:10.1007/s003590050236. PMID 9691480.
3. 1 2  Stoddard, Philip K. “Electric Signals & Electric Fish” (PDF): 1–14. 2010년 10월 31일에 원본 문서 (PDF)에서 보존된 문서. 2013년 9월 18일에 확인함.
4. 1 2  Stoddard, Philip K. (2002). 《Electric Signals: Predation, Sex, and Environmental Constraints》 (PDF). Advances in the Study of Behavior 31. 201–242쪽. doi:10.1016/s0065-3454(02)80009-2. ISBN 9780120045310. 2006년 9월 17일에 원본 문서 (PDF)에서 보존된 문서.
5. ↑  Serrano-Fernandez, P. (Sep 2003). “Gradual frequency rises in interacting black ghost knifefish, Apteronotus albifrons”. 《J Comp Physiol A》 189 (9): 685–692. doi:10.1007/s00359-003-0445-8. PMID 12898168.
6. ↑  Montgomery, John; Coombs, Sheryl; Halstead, Matthew (1995). “Biology of the mechanosensory lateral line in fishes”. 《Reviews in Fish Biology and Fisheries》 5 (4): 399–416. Bibcode:1995RFBF....5..399M. doi:10.1007/bf01103813.
7. ↑  Nelson M. E. & MacIver M. A. (1999). "Prey capture in the weakly electric fish Apteronotus albifrons: sensory acquisition strategies and electrosensory consequences". J. Exp. Biol. 202: 1195–1203, pdf

## 추가 읽기
- MacIver MA, Patankar NA 및 Shirgaonkar AA(2010). "운동과 감지 사이의 에너지-정보 상충 관계" PLoS 계산생물학 6 (5): e1000769.doi:10.1371/journal.pcbi.1000769doi : 10.1371/journal.pcbi.1000769

- 이칸 블랙 고스트

- MacIver Lab 홈페이지
- 검은 유령 칼 물고기, Apteronotus albifrons (린네, 1766) . 비디피쉬